# Anomala dianopicta
Anomala dianopicta — вид пластинчатовусих з підродини хрущиків. Описаний у 2021 році.

## Поширення
Ендемік Китаю. Поширений в провінції Юньнань на півдні країни.